# Șilindru
Șilindru (węg. Érselénd) – wieś w Rumunii, w okręgu Bihor, w gminie Șimian. W 2011 roku liczyła 943 mieszkańców.